# Imaruí
Imaruí es un municipio brasileño del estado de Santa Catarina. Tiene una población estimada al 2021 de 9 764 habitantes.

## Etimología
El nombre Imaruí proviene de la tribu que habitaba el lugar para referirse al mosquito Maruim, común en la región.

## Historia
Los primeros habitantes de la localidad fueron pescadores de Laguna que llegaron desde el lago Imaruí, antes del 1800. En 1833 fue instalada la Parroquia de São João Batista de Imaruí, y creado el distrito de Imaruí el 23 de marzo de 1833.
En 1839, por la guerra y la creación de la República Juliana, muchos habitantes de Laguna se mudaron a Imaruí.
El municipio fue instaurado el 27 de agosto de 1890.